# Mokik
Mokik – typ motoroweru konstrukcyjnie zbliżonego do mopedu, różniący się od niego brakiem pedałów i posiadaniem rozrusznika nożnego, takiego jak w motocyklach. O ile mopedy są z reguły pojazdami jednoosobowymi, to mokiki bywają przystosowane fabrycznie do eksploatacji w dwie osoby.
Przykładem mokiku jest motorower produkcji czeskiej Jawa 555.